# Power to the People
Singles de John Lennon et le Plastic Ono Band
Mother
(1970) Imagine
(1971)
Power to the People est une chanson de John Lennon, parue en single en mars 1971. Il s'agit d'une de ses premières chansons politiquement engagées, et l'une des plus virulentes. Elle est composée au mois de janvier précédent à la suite d'une interview donnée à une revue d'extrême gauche, Red Mole, durant laquelle Lennon a déclaré qu'il fallait donner « le pouvoir au peuple ».
La chanson, enregistrée en février 1971 dans les studios Ascot de la demeure du musicien est conçue comme un hymne facile à reprendre, qui montre un Lennon beaucoup plus prompt à s'engager qu'il ne l'avait été dans Revolution. Il y pose également les bases de son engagement nouvellement féministe. Ces prises de position ont cependant été relativisées par la suite.
La chanson, publiée uniquement en single en mars 1971, atteint la septième place des charts au Royaume-Uni, et la onzième aux États-Unis où il devient disque d'or. La chanson apparaît pour la première fois en album sur la compilation Shaved Fish en 75, puis sur plusieurs autres. Elle donne notamment son nom à un album paru en 2010, Power to the People: The Hits. Elle a également été reprise par plusieurs artistes.

## Historique

### Genèse: les années engagées de Lennon

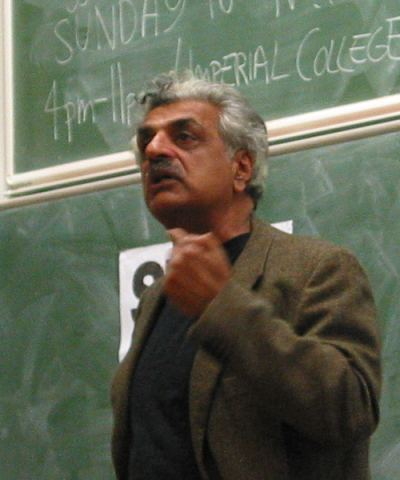
Power to the People est née au cours d'une interview avec le journaliste Tariq Ali.

Avec le début de sa relation avec Yoko Ono au milieu des années 1960, John Lennon commence à se consacrer à plusieurs causes, et devient rapidement le Beatle le plus engagé politiquement. Sa première composition véritablement engagée est Revolution, qu'il enregistre fin mai 1968 ; il y explique que selon lui, avant de se faire dans les rues, la révolution doit se faire dans les mentalités. Par la suite, Lennon s'engage plus ouvertement, notamment pour la paix, par l'intermédiaire de ses Bed-in for Peace et de plusieurs chansons comme Give Peace a Chance. En 1970, dans un album très personnel, Plastic Ono Band, il fustige la classe ouvrière guindée dont il est issu dans le très violent Working Class Hero.
Cette chanson ouvre à Lennon la porte aux médias de gauche qui lui proposent des interviews. C'est ainsi qu'en janvier 1971, il rencontre Tariq Ali et Robin Blackburn de la revue d'extrême-gauche Red Mole pour une discussion très sérieuse dans laquelle il revendique totalement les propos de Working Class Hero. Durant cette discussion, entre plusieurs considérations sociales et féministes (cause à laquelle Ono l'a récemment acquis), Lennon glisse la phrase « Power to the people ! » (« le pouvoir au peuple ») qui devient la base d'une nouvelle chanson. L'interview fournit également une autre base à la chanson : Lennon y mentionne son enthousiasme lorsque ses chansons sont reprises en chœur par des foules, qu'il s'agisse du public d'un match de football entonnant All Together Now ou de manifestants reprenant Give Peace a Chance devant la Maison-Blanche. Cet élément devient en effet déterminant pour la forme même de la nouvelle chanson.

### Composition et enregistrement
Dès le lendemain, Lennon téléphone à Tariq Ali pour lui présenter la chanson qu'il vient de composer à partir de cette phrase de l'entrevue. Son message y est plus affirmé que sur Revolution : le « ne comptez-pas sur moi » devient ici « on ferait mieux de s'y mettre tout de suite ». Il y appelle également à donner aux travailleurs ce qu'ils méritent, mais glisse surtout un vers sur la condition féminine qui préfigure son Woman Is the Nigger of the World de l'année suivante.
Une première version est mise en place avec une équipe de choristes féminines et le saxophoniste Bobby Keys, le 22 janvier 1971, dans les studios Ascot, studios personnels que Lennon possède dans sa demeure de Tittenhurst Park. La séance se révélant infructueuse, le travail reprend entre le 11 et le 16 février, en même temps que pour plusieurs chansons de l'album Imagine. La chanson enregistrée est ainsi un hymne dominé par le chant de Lennon, et surtout le refrain scandant son titre en forme de slogan, répété par les choristes. Le morceau est produit par Phil Spector, avec qui Lennon a déjà eu l'occasion de travailler pour son single Instant Karma! l'année précédente.

### Parution et réception

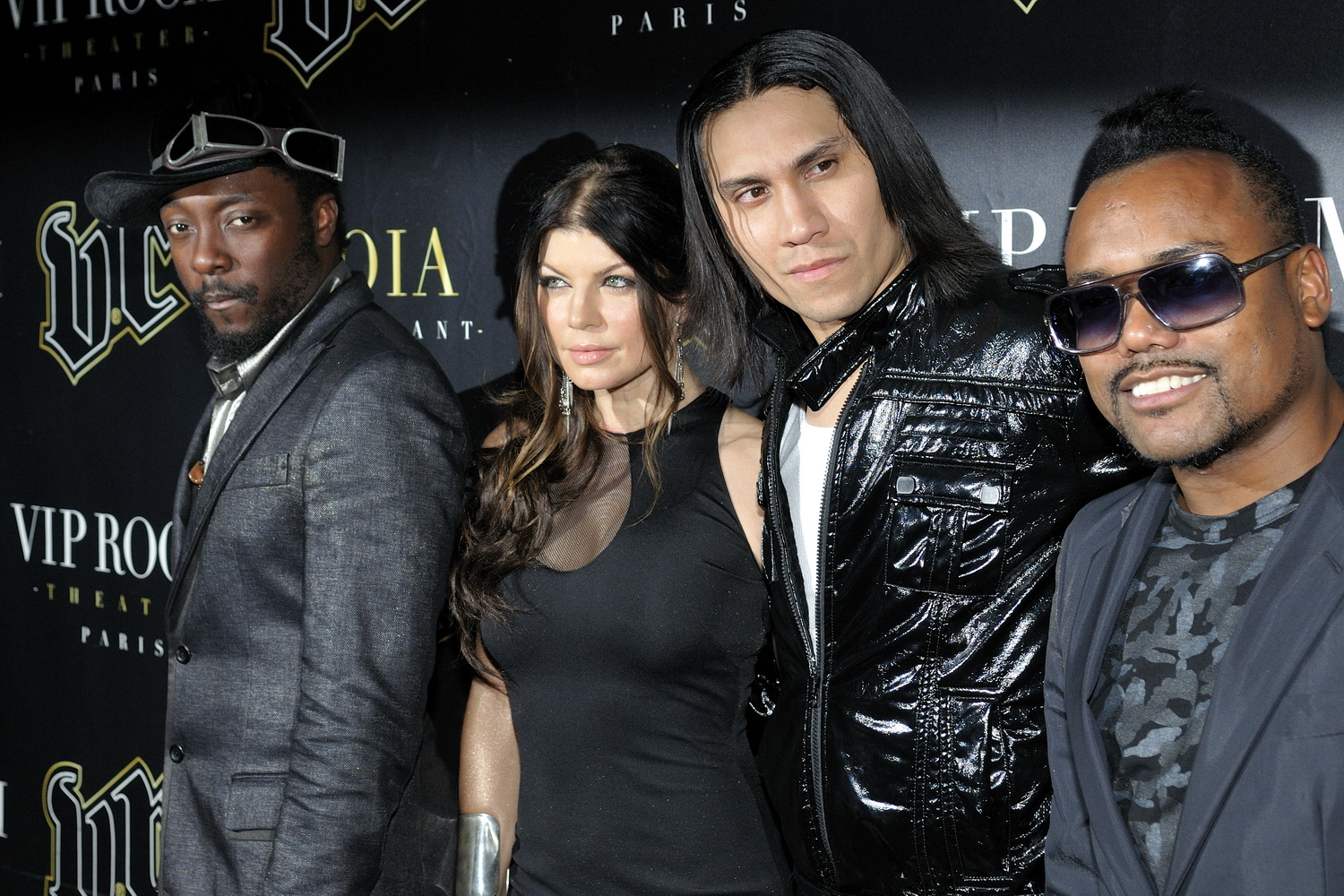
Les Black Eyed Peas ont repris la chanson en 2005.

Au Royaume-Uni, la chanson sort en single le 12 mars 1971 avec en face B une composition de Yoko Ono, Open Your Box. Il entre durant neuf semaines dans les charts, en atteignant la 7e place des charts. Aux États-Unis, la face B choque à cause d'une supposée allusion sexuelle. Elle est donc remplacée par Touch Me, issue de Yoko Ono/Plastic Ono Band, sur le single qui sort le 22 mars suivant. Le single atteint la onzième place dans ce pays et y devient disque d'or. Pour Philip Norman, biographe de Lennon, « pour la première et dernière fois, communisme et féminisme entraient ensemble dans les hits parades ».
Cette chanson devient rapidement symbole de la période engagée de Lennon, bien que celui-ci finisse par la regretter. Dans ses écrits de la fin des années 1970, publiés sous le titre Skywriting by Word of Mouth, il considère que la chanson, « arrivée dix ans trop tard », est « plutôt embarrassante ». Il a également tout simplement qualifié cette chanson de « merde » composée en écho au sentiment de culpabilité pour sa richesse. Elle apparaît pour la première fois en album sur la compilation Shaved Fish en 1975. Apparue sur d'autres compilations par la suite, elle donne finalement son titre à Power to the People: The Hits en 2010.
Le titre lui-même de la chanson est rapidement devenu une expression courante dans le monde politique, utilisé tant par l'extrême gauche que par les partis conservateurs. Elle n'en est pas moins restée un symbole pour Yoko Ono qui l'a utilisée comme fond sonore sur une vidéo de 1992 montrant les manifestations de la place Tian'anmen. Quelques reprises de la chanson ont également été faites par d'autres artistes, la plus célèbre étant celle des Black Eyed Peas en 2005 pour l'album Instant Karma: The Amnesty International Campaign to Save Darfur. Eric Burdon, Ringo Starr et Billy Preston l'avaient également reprise en 2000.

#### Classements
| Classement (1971)                      | Meilleure place |
| -------------------------------------- | --------------- |
| Allemagne (Media Control AG)           | 7               |
| Australie (Go-Set)                     | 13              |
| Autriche (Ö3 Austria Top 40)           | 11              |
| Belgique (Flandre Ultratop 50 Singles) | 9               |
| Canada (RPM Top 100)                   | 12              |
| États-Unis (Billboard Hot 100)         | 11              |
| France (IFOP)                          | 11              |
| Norvège (VG-lista)                     | 3               |
| Pays-Bas (Single Top 100)              | 4               |
| Royaume-Uni (UK Singles Chart)         | 7               |
| Suisse (Schweizer Hitparade)           | 5               |

## Interprètes
- John Lennon : chant, guitare électrique, piano
- Klaus Voormann : basse
- Billy Preston : piano, claviers
- Bobby Keys : saxophone
- Jim Gordon : batterie
- Rosetta Hightower et autres choristes : chœurs